# Kirby Buckets
Kirby Buckets (successivamente Kirby Buckets: Universo alternativo) è una serie televisiva statunitense in onda negli Stati Uniti su Disney XD dal 20 ottobre 2014 e in Italia dal 23 marzo 2015.
La serie creata da Gabe Snyder e Mike Alber, racconta le disavventure di Kirby Buckets, un ragazzino di 13 anni che sogna di diventare animatore esattamente come il suo idolo Mac MacCallister. Il 13 gennaio 2015 la serie è stata rinnovata per una seconda stagione.

## Personaggi Principali
- Kirby Buckets : Un ragazzino molto fantasioso, ottimista e fortunato. Adora disegnare i suoi strampalati personaggi e abbinarli in qualsiasi contesto. Frequenta la Forest Hill High School. Lui e sua sorella Dawn si prendono in giro continuamente.
- Fish Fisher : Uno dei migliori amici di Kirby, che adora i cappelli e ne indosserà diversi durante tutta la serie. è molto intraprendente e scettico.

## Episodi
| Stagione         | Episodi | Prima TV USA | Prima TV Italia |
| ---------------- | ------- | ------------ | --------------- |
| Prima stagione   | 21      | 2014-2015    | 2015-2016       |
| Seconda stagione | 25      | 2015-2016    | 2016            |
| Terza stagione   | 13      | 2017         | 2017            |